# Disparition (téléfilm)
Pour les articles homonymes, voir Disparition (homonymie).
Disparition est un téléfilm franco-suisse en deux parties réalisé par Laurent Carcélès et diffusé le 6 mai 2006.
Pour plus de détails, voir Fiche technique et Distribution.

## Synopsis
Une femme vit seule avec son petit garçon mais un jour, il ne rentre pas à la maison. La police est prévenue mais l'enquête s'éternise et la maman décide de faire sa propre enquête, aidée par un voisin. En même temps, elle est harcelée par la Presse et les ragots les plus divers circulent à son sujet. Le garçon a-t-il fugué où a-t-il été enlevé voire tué ? Tout le film est consacré à cette enquête où la mère est persuadée qu'il vit.
Un jour, le livre préféré de l'enfant a disparu ce qui semblerait étayer la thèse de la fugue.  

## Fiche technique
- Réalisateur : Laurent Carcélès
- Scénariste : Alain Krief
- Date de diffusion : 6 mai 2006
- Durée : 180 minutes
- Genre : thriller

## Distribution
- Maruschka Detmers : Alice Sénéchal
- Andréa Ferréol : Jeanne
- Sara Martins : Karine
- Jean-Yves Berteloot : Didier
- Olivier Brocheriou : Simon
- Gérald Laroche : Kolbi
- Bruno Raffaelli : Le capitaine Melun
- Frédéric Maranber : Victor Merel
- Jean-Michel Vovk : Gérard Ferreux